# Massenentführung nigerianischer Schülerinnen 2014

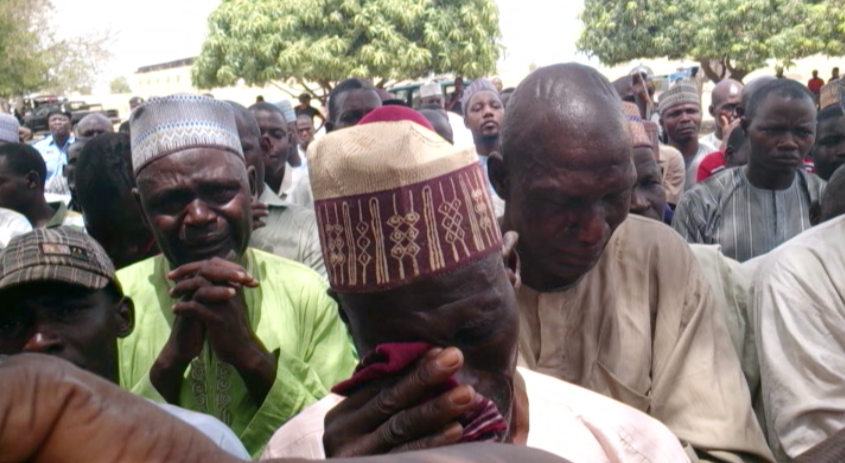
Angehörige der Opfer

Zu einer Massenentführung von Schülerinnen kam es in der Nacht vom 14. zum 15. April 2014, als bewaffnete Männer 276 jugendliche Schülerinnen der Government Secondary School in Chibok im Bundesstaat Borno im Nordosten Nigerias verschleppten. Abubakar Shekau, Anführer der nigerianischen islamistischen Terrororganisation Boko Haram, bekannte sich zu dem Verbrechen.
Bis Januar 2018 waren 107 der verschleppten Mädchen gefunden, gerettet oder freigelassen worden. In einer Videoansprache im Januar 2018 waren 14 Mädchen zu sehen, die von sich behaupteten, zu den im April 2014 entführten Mädchen zu gehören. In dem Video geben sie an, nicht mehr zu ihren Eltern zurückkehren zu wollen. Stand Februar 2021 waren noch etwa 100 Mädchen vermisst bzw. nicht zurückgekehrt.

## Ablauf

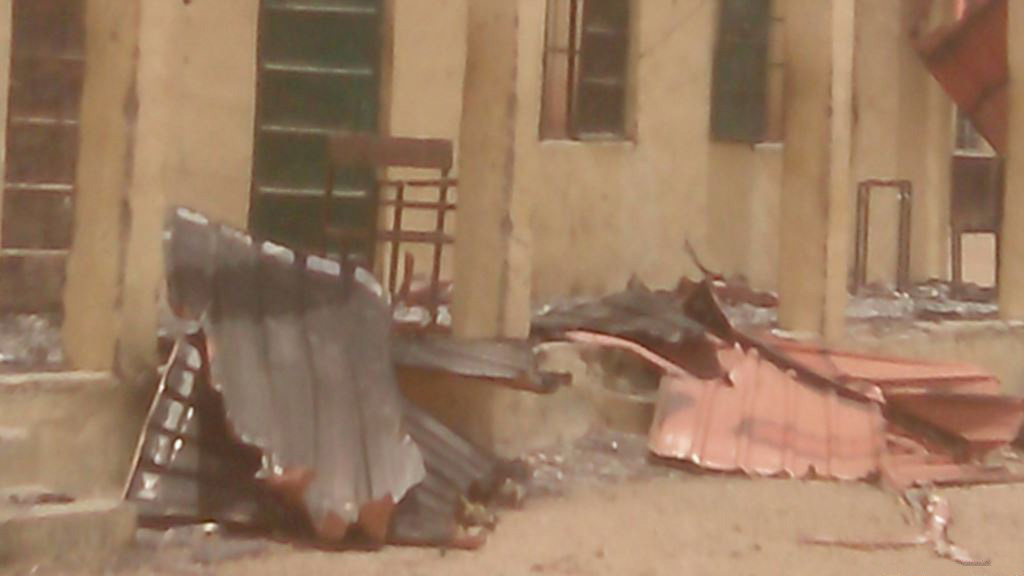
Trümmer des Schulgebäudes am Tatort

In der Nacht vom 14. zum 15. April 2014, während der Schulexamenszeit, fuhren bewaffnete Männer mit Lastwagen vor der Government Secondary School vor, die auch als Unterkunft für ihre Schüler diente. Die staatliche Schule war in den 1940er Jahren von der pazifistisch-protestantischen Church of the Brethren (Kirche der Geschwister) aufgebaut worden; einer Kirche, der auch viele der Schülerinnen angehören. Vor Ort für den Schutz der Schule abgestellte Soldaten wurden von den Angreifern überwältigt, sodass die Männer, die sich nach Aussagen von Augenzeugen gegenüber den fünfzehn- bis achtzehnjährigen Schülerinnen zunächst als Mitglieder der nigerianischen Streitkräfte ausgaben, ihre Opfer auf die Lastwagen zwingen konnten. Zu diesem Zeitpunkt gelang einigen Schülerinnen die Flucht. Die Täter fuhren anschließend mit ihren Geiseln zu einem der Öffentlichkeit bisher unbekannten Ziel.
Der nigerianische Präsident Goodluck Jonathan kündigte an, dass seine Regierung alles unternehmen würde, um Fortschritte zu machen. Man werde über Boko Haram „hinwegkommen.“ Am 16. April 2014 gab ein Sprecher des nigerianischen Militärs bekannt, dass fast alle Entführten befreit worden seien und es außerdem zur Festnahme eines Terroristen gekommen sei. Die Schulleiterin der Government Secondary School sowie viele Eltern der Entführten dementierten diese Verlautbarungen. Es seien nicht alle Opfer befreit worden. Währenddessen, so berichtende Medien, durchkämmten Sicherheitskräfte und Freiwillige den lokalen Dschungel, um das Versteck der Angreifer ausfindig zu machen.
Am 5. Mai 2014 tauchte ein 57-minütiges Bekennervideo von Boko Haram auf. Der Anführer der islamistischen Terrororganisation, Abubakar Shekau, gab darin bekannt, für die Entführung verantwortlich zu sein und die Frauen und Mädchen in seiner Gewalt zu haben. Er kündigte an, „[...] sie auf dem Markt [zu] verkaufen, so Gott will.“ Shekau betrachtete die Entführten als „Sklaven“. Es wurde berichtet, dass diese Opfer von Zwangsverheiratungen und sexuellen Übergriffen geworden seien.
Am 12. Mai 2014 tauchte erneut ein Video der Entführer auf. Es zeigte rund 130 Mädchen und junge Frauen, die Hidschābs tragen und Koranverse rezitieren. Shekau teilte in der Aufnahme mit, dass die Entführungsopfer zum Islam konvertiert seien und erst dann freigelassen würden, wenn inhaftierte Boko-Haram-Kämpfer aus der Haft entlassen würden.
Am 27. Mai gab die Armee bekannt, den Aufenthaltsort der Opfer aufgespürt zu haben. Ein Befreiungsversuch sei jedoch zu riskant.
Am 1. Juli 2014 gaben nigerianische Behörden bekannt, mehrere Personen festgenommen zu haben, die verdächtigt würden, in Zusammenhang mit dem Verbrechen zu stehen.
Am 12. Oktober 2014 teilten Medien mit, dass vier der Opfer entfliehen konnten. Diese berichteten, in einem Lager im nigerianischen Nachbarstaat Kamerun festgehalten worden und täglich Opfer von Vergewaltigungen geworden zu sein. Sie seien nach ihrem Entkommen drei Wochen lang zu Fuß nach Nigeria zurückgelaufen.
Der nigerianische Militärchef Alex Badeh erklärte am 17. Oktober 2014, dass die nigerianische Regierung mit Boko Haram eine Waffenruhe vereinbart habe. Diese gelte unverzüglich. Regierungssprecher Mike Oremi gab gleichentags bekannt, dass alle noch entführten Opfer, die er auf 219 bezifferte, wohlauf seien. Zu einer Freilassung könne es in der kommenden Woche kommen. Boko Haram dementierte jedoch diese Verlautbarungen. Es gebe keine Waffenruhe, auch würden die Entführungsopfer nicht zurückkehren, da diese bereits verheiratet worden seien.

## Reaktionen

### Internationale Reaktionen
- AU
Das Büro des Sonderbotschafters für Frauen, Frieden und Sicherheit des Vorsitzenden der Kommission der Afrikanischen Union verurteilte in einer Stellungnahme die Entführung. Es forderte die internationale Gemeinschaft auf, alles für das Wohlergehen der Mädchen zu tun.[19]
- Europäische Union
Die Außenminister der Europäischen Union verurteilten gemeinsam die Entführungen. Sie forderten die sofortige und bedingungslose Freilassung der Jugendlichen.[20]
- Vereinigte Staaten
Präsident Barack Obama sowie der Senat der Vereinigten Staaten verurteilten die Entführungen. Obama forderte eine „internationale Mobilisation“ gegen Boko Haram.[21] Die Bundesregierung der Vereinigten Staaten entsandte am 9. Mai 2014 Militär- und Polizeikräfte nach Nigeria. Diese sollen die nigerianischen Behörden bei ihren Bemühungen zur Rettung der Mädchen beratend unterstützen.[22]

### Hashtag #bringbackourgirls

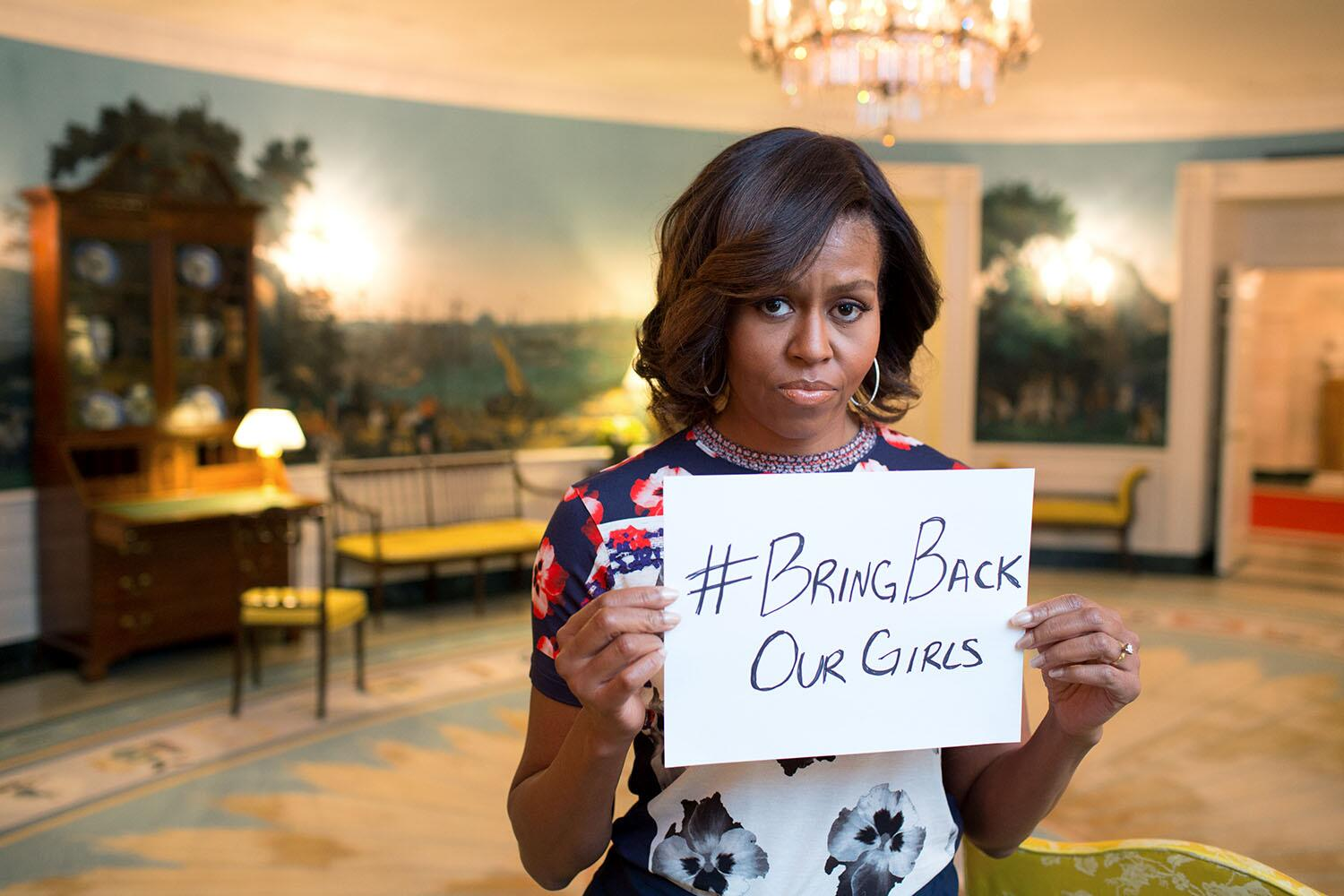
Michelle Obama

Neben Stimmen aus der internationalen Politik zeigten auch andere Teile der Gesellschaft ihre Anteilnahme. Diese wurde öffentlich vor allem unter dem Hashtag #bringbackourgirls (deutsch Bringt unsere Mädchen zurück) in sozialen Netzwerken und Petitionsforen wie Change.org, Internetnachrichtendiensten wie Twitter oder bei Demonstrationen bekundet. Prominente, die sich mit diesem Schriftzug ablichten ließen, waren unter anderem die amerikanische Präsidentengattin Michelle Obama und die Sacharow-Preisträgerin und Kinderrechtsaktivistin Malala Yousafzai.

### Kritik an den Behörden
Nach der Entführung kam es zu Kritik an der Arbeit der nigerianischen Bundesregierung und der Behörden. Demonstranten und Kritiker warfen ihnen Untätigkeit vor. Auch wurde kritisiert, dass sich Präsident Jonathan erst 100 Tage nach dem Tag der Entführung mit den Angehörigen der Opfer traf.

## Freilassungen
Am 13. Oktober 2016 wurden nach Verhandlungen 21 junge Frauen von Boko Haram nach zwei Jahren Geiselhaft an das Rote Kreuz übergeben.
Am 7. Mai 2017 ließ Boko Haram nach längeren Verhandlungen weitere 82 der ursprünglich entführten 276 Mädchen frei. Im Austausch dafür wurden inhaftierte Boko-Haram-Kämpfer von den nigerianischen Behörden freigelassen. Die genauen Einzelheiten der Vereinbarung blieben zunächst unbekannt. Ein Sprecher des nigerianischen Präsidenten Muhammadu Buhari dankte „den Sicherheitskräften, dem Militär, der Regierung der Schweiz, dem Internationalen Komitee vom Roten Kreuz und lokalen und internationalen Nichtregierungsorganisationen“ für ihre Beiträge beim Zustandekommen der Vereinbarung. Die freigelassenen Mädchen wurden nahe der Militärbasis bei Banki an der nigerianisch-kamerunischen Grenze freigelassen. Nach der Freilassung bleiben damit weiterhin mehr als 100 Mädchen vermisst bzw. in den Händen Boko Harams.

## Filme
- Boko Haram: Das Trauma der Chibok-Mädchen.[30] Gemma Atwal, Großbritannien, 2018.[31]